# ピーター・S・ビーグル
ピーター・S・ビーグル（Peter S. Beagle、1939年4月20日 - ）は、アメリカ合衆国のファンタジー作家、脚本家。代表作は『心地よく秘密めいたところ』『最後のユニコーン』など。1994年にThe Innkeeper's Songでローカス賞、2006年に「ふたつの心臓」でヒューゴー賞、ネビュラ賞の中編小説部門を受賞した。

## 経歴
1939年、ニューヨークに生まれる。父親はポーランド系ユダヤ人、母親はロシア系ユダヤ人で、ピーターが2歳のときにブロンクスに移住した。幼いときから小説や絵画、音楽に親しみ、将来は作家になろうと決意、成績優秀のため中学を2年で卒業し、高校では1955年にスコラスティック創作賞 (Alliance for Young Artists & Writers) を受賞、その副賞としてピッツバーグ大学へ授業料免除で入学した。大学ではいくつかの短編コンテストに入賞し、卒業の1959年には最初の長編『心地よく秘密めいたところ』を完成させる（出版は翌年）。1960年よりスタンフォード大学の創作科でマルカム・カウリーやフランク・オコナーの指導を受け、1961年に卒業後は放浪生活ののちフリーライターとして活動。1968年には構想から5年をかけた『最後のユニコーン』を刊行。
『最後のユニコーン』は1982年にアメリカのランキンバス社 (Rankin/Bass Animated Entertainment) によってアニメ化され、映像部分は日本のトップクラフトが下請けとして担当した。

## 受賞歴
- ローカス賞 ファンタジイ長篇部門 1994年（The Innkeeper's Songに対して）
- ヒューゴー賞 中編小説部門 2006年（Two Hearts（「ふたつの心臓」）に対して）
- ネビュラ賞 中編小説部門 2006年（Two Hearts（「ふたつの心臓」）に対して）

## 著書
- A Fine and Private Place（『心地よく秘密めいたところ』）, 1960（小説）
- I See By My Outfit: Cross-Country by Scooter, an Adventure, 1965（ノンフィクション）
- The Last Unicorn（『最後のユニコーン』）, 1968（小説）
- The California Feeling, 1969（ノンフィクション）
- Lila the Werewolf[注釈 1], 1974
- American Denim, 1975（ノンフィクション）
- The Lady and Her Tiger, 1976（ノンフィクション）
- The Fantasy Worlds of Peter S. Beagle, 1978
- The Garden of Earthly Delights, 1982（ノンフィクション）
- The Folk of the Air（『風のガリアード』）, 1986（小説）
- The Innkeeper's Song, 1993（小説）
- In the Presence of the Elephants, 1995（ノンフィクション）
- The Unicorn Sonata（『ユニコーン・ソナタ』）, 1996（ヤングアダルト小説）
- Giant Bones, 1997
- The Rhinoceros Who Quoted Nietzsche and Other Odd Acquaintances, 1997（エッセイ集）
- The Magician of Karakosk and Other Stories, 1999
- Tamsin, 1999（小説）
- A Dance for Emilia, 2000
- The Line Between, 2006
- Your Friendly Neighborhood Magician: Songs and Early Poems, 2006
- The Last Unicorn: The Lost Version, 2007
- Strange Roads, 2008（Lisa Snellings-Clark共著）
- We Never Talk About My Brother, 2009
- Mirror Kingdoms: The Best of Peter S. Beagle, 2010（Jonathan Strahan編）
- Return, 2010
- Sleight of Hand, 2011

## 脚本
- The Dove, 1974
- The Greatest Thing That Almost Happened, 1977
- The Lord of the Rings（『指輪物語』）, 1978（アニメ版）
- The Last Unicorn, 1982
- Sarek - episode of Star Trek: The Next Generation（1990）（英雄症候群） - 『新スタートレック』第3シーズン, 1990
- A Whale of a Tale（The Little Mermaid）, 1992
- Camelot, 1996
- A Tale of Egypt, 1996

## 日本語翻訳書
- 『心地よく秘密めいたところ』 上下巻、山崎淳訳、月刊ペン社〈妖精文庫〉、1976年、全国書誌番号:75024196
  - 『心地よく秘密めいたところ』 山崎淳訳、東京創元社〈創元推理文庫〉、1988年、ISBN 4-488-54801-6
- 『最後のユニコーン』 鏡明訳、早川書房〈ハヤカワ文庫FT〉、1979年、全国書誌番号:79034364
- 『風のガリアード』 山田順子訳、早川書房〈ハヤカワ文庫FT〉、1992年、ISBN 4-15-020160-9
- 『ユニコーン・ソナタ』 井辻朱美訳、早川書房、1998年、ISBN 4-15-208166-X
- 『Annotated Last unicorn ― The last unicorn by Peter』 黒田誠注釈、近代文芸社、2004年、ISBN 978-4773371635 ※原文に注釈を付したもの。
- 『完全版・最後のユニコーン』 金原瑞人訳、学研プラス、2009年、ISBN 978-4-05-403774-8